# Abruptum
Abruptum – szwedzka grupa muzyczna grająca połączenie black metalu i dark ambientu. 
Zespół został stworzony w 1989, przez IT-a (Tony’ego Särkkä), Alla (Jim Berger) i Exta. IT planował już w 1987 założyć ten zespół, lecz brakowało mu odpowiednich ludzi, aby to zrobić. W tym samym roku nagrali swoje dwa pierwsze dema. Po nagraniu pierwszego dema, wyrzucili z grupy basistę Exta. Po wydaniu EP 7” zatytułowanej po prostu Evil, w 1991 (później wydana została reedycja przez Psychoslaughter), All zaczął mieć problemy alkoholowe przez co został zmuszony do odejścia z zespołu. IT później znalazł nowego członka, którym został gitarzysta grupy Marduk – Evil (Morgan Steinmeyer Håkansson). Tymczasem IT ponownie połączył siły z Allem, aby stworzyć poboczny projekt Vondur. W tym samym czasie IT był jednym z wewnętrznych liderów Satanic Black Circle, będącego częścią blackmetalowej sceny w Szwecji.
Abruptum wydało dwa albumy poprzez wytwórnię Euronymousa, Deathlike Silence Productions. Euronymous opisał ich w następujący sposób: „audio esencja czystego czarnego zła”, zaś IT oceniał Euronymousa, jako „prawdziwego sprzymierzeńca”. Po morderstwie Euronymousa, nagrali utwór, który otwiera album Nornic Metal: A Tribute To Euronymous.
IT opuścił zespół i blackmetalową scenę w okresie roku 1996, z powodu wielu gróźb skierowanych do niego i jego rodziny. Evil wciąż ciągnął Abruptum, wydał jeden album poprzez swoją własną wytwórnię Blooddawn Productions, przed 2005, kiedy ogłosił koniec Abruptum.

## Tematyka i Styl
Abruptum jest klasyfikowane do gatunku black metal/dark ambient, lecz nie jest to do końca zgodne z prawdą. Nie koncentrowali się na tworzeniu ułożonych czy skomplikowanych utworów, lecz głównie na robieniu hałasu (noise). Wczesne materiały zawierały krótkie utwory, lecz późniejsze wydawnictwa zazwyczaj składały się z jednego lub dwóch utworów, które trwały dłużej, niż cztery minuty. Głównie używali standardowej perkusji, gitar, gitar basowych, klawiszy czy inne, różnych instrumentów, lecz rzecz, który najbardziej zadziwiała, to wrzaski. Po tym jak IT opuścił Abruptum, Evil zmienił styl na bardziej dark ambientowy/noise'owy i odrzucił większość metalowych wpływów.

## Członkowie
- Tony „IT” Särkkä - śpiew, gitara, gitara basowa, perkusja, skrzypce (1989–1996)
- Morgan „Evil” Håkansson - gitara, pianino, śpiew, programowanie (1991–2005)
- Jim „All” Berger - śpiew (1990–1991)
- Ext - gitara basowa (1990)

## Dyskografia
Dema
- Abruptum (1990, wydanie własne)
- The Satanist Tunes (1990, wydanie własne)
- Orchestra of Dark (1991, wydanie własne)

Albumy studyjne
- Obscuritatem Advoco Amplectere Me (1993, Deathlike Silence Productions)
- In Umbra Malitae Ambulabo, In Aeternum In Triumpho Tenebrarum (1994, Deathlike Silence Productions)
- Vi Sonas Veris Nigrae Malitiaes (1996, Full Moon Productions)
- Casus Luciferi (2004, Blooddawn Productions)
- Potestates Apocalypsis (2011, Blooddawn Productions)

Minialbumy
- Evil (1991, Psycho-Slaughter)
- De Profundis Mors Vas Cousumet (2000, Blooddawn Productions)
- Maledictum (2008, Regain Records)

Kompilacje
- Evil Genius (1995, Hellspawn Records)

## Po rozpadzie Abruptum
IT zajmuje się projektem 8th Sin (techno/industrial). Współpracował również z Allem nad (Total) War (black metal), lecz po tym jak odszedł, zespół rozpadł się. All również z pomocą IT-a pracował nad Ophthalamia, lecz i ten projekt został zamknięty. Evil wciąż gra w Marduku i Devil Whorehouse. Brak informacji na temat jakiejkolwiek działalności Exta.